# 中国投融资担保股份有限公司
中国投融资担保股份有限公司（简称“中投保”，China National Investment & Guaranty CO., LTD.），是新三板挂牌的国有担保公司，由央企国投资本托管。

## 历史
经国务院批准特例试办，由财政部、国家经贸委发起，1993年12月4日设立“中国经济技术投资担保公司”，注册资本金5亿元。组织关系隶属于国家财政部。1994年3月26日正式开业运营。
1998年5月更名为“中国经济技术投资担保有限公司”。2006年9月更名为“中国投资担保有限公司”。
2006年12月25日，中投保并入国家开发投资公司。2010年9月从国有法人独资公司改制为中外合资股份公司。
2013年10月22日，公司更名为“中国投融资担保有限公司”。2015年8月19日，公司更名为“中国投融资担保股份有限公司”。 